# Cresseveuille
Cresseveuille é uma comuna francesa na região administrativa da Normandia, no departamento Calvados. Estende-se por uma área de 5,57 km². Em 2010 a comuna tinha 268 habitantes (densidade: 48,1 hab./km²).